# Hesteboks
 Denne artikel omhandler overvejende eller alene danske forhold. Hjælp gerne med at gøre artiklen mere almen.
Heste er som oftest opstaldet i enkeltbokse med plads til én hest. En hesteboks skal efter "Lov om hold af heste" være mindst (1,7 x hestens stangmål)² . Den korteste side skal være mindst 1,7 x hestens stangmål.
En hest med stangmål på 165 cm skal f.eks. være minimum 7,86 m². Den korteste side skal være minimum 281 cm.
Størrelsen på foleboks udregnes efter følgende formel: (2,0 x hoppens stangmål)². 
En hoppe med stangmål 165 cm skal f.eks. have en foleboks på minimum 10,89 m².
Ved gruppeopstaldning, f.eks. løsdrift skal der ved de første 4 heste bruges (2,0 x hestens stangmål)² . For de efterfølgende heste er formlen: (1,7 x hestens stangmål)².
Der findes ikke regler for udformningen af hestebokse, men det er oplyst i loven, at de skal være sikre for hestene og støje mindst muligt.
Der bruges i Danmark generelt tre typer hestebokse til enkeltopstaldning;
- Lodrette tremmer, hvor tremmeafstanden generelt ikke bør overstige 70 mm.
- Vandrette tremmer, hvor tremmeafstanden skal være min. 150 mm og max. 180 mm.
- Åbne bokse uden tremmer. Her skal brystningshøjden være så høj, at hesten ikke springer over. Typisk mellem 1200 og 1500 mm.